# HD 1439
HD 1439 — звезда, белый субгигант, находящийся в созвездии Андромеда на расстоянии около 493,2 св. лет от Земли. Радиус звезды оценивается в 3,81 солнечного радиуса. Исходя из отрицательной радиальной скорости, звезда приближается к Солнцу. Планет у HD 1439 обнаружено не было. Звезда видима невооружённым глазом на ночном небе.